# Imre József (sebész)
Imre József (Szeged, 1930. április 11. — Szeged, 1980. október 23.) magyar sebész, urológus, egyetemi tanár, az orvostudományok doktora, mb. tanszékvezető egyetemi tanár.

## Családja
Szülei Imre Mihály orvos és Agócsy Rózsa. Testvére Antal Attiláné Imre Rózsa gyógyszerészdoktor. Felesége Kaiser Gabriella (1930–) orvos, kandidátus, a SZOTE Véradó Állomás egyetemi adjunktusa, akivel 1954-ben kötött házasságot. Leányai Imre Gabriella (1955. december 4.) és Imre Anna (1959. március 20.); fia Imre Mihály (1957. december 14.).

## Életútja
Középiskolái tanulmányait Jászberényben és Szegeden végezte, a szegedi Klauzál Gábor Gimnáziumban érettségizett (1948). Orvostudományi tanulmányokat a Szegedi Tudományegyetemen (végzésekor már Szegedi Orvostudományi Egyetem) folytatott 1948-1954 közt. 1954-ben avatták orvosdoktorrá. Sebészeti szakorvosi szakvizsgát 1957-ben, urológiai szakvizsgát 1961-ben tett. Kandidátusi disszertációját 1970-ben védte meg. A orvostudományok doktorává avatták 1976-ban. 1955-től haláláig a Szegedi Orvostudományi Egyetem I. számú Sebészeti Klinikáján dolgozott, 1972 július 1-től egyetemi docensi, 1977 július 1-től egyetemi tanári kinevezést kapott. 1980-tól haláláig megbízott tanszékvezető egyetemi tanári beosztásban működött.
Elsősorban híres sebész volt, tapasztalatait az Egyesült Királyságban tett tanulmányútjain gyarapította, Kikingbeck Hospital, Leeds, (1962-1963, 1 év); Frenchay Hospital, Bristol (1966, 6 hó).
50 éves korában érte a halál, Szegeden a Belvárosi Temetőben, díszsírhelyen nyugszik (XVII/28).

## Kutatási területe
Gasztroenterológiai sebészettel, gyomor- és nyelőcsősebészettel, a felső emésztőtraktus rekonstrukciós lehetőségeivel foglalkozott, tudományos közleményeit magyar, német és angol nyelven adta közre.

## Publikációi

### Tudományos közleményei
- Über den Ersatz der Speiseröhre mittels intrathorakal verlagerten Darms (Jejunum bzw. Colon). Erfahrungen an Hand von 41 operierten Fällen. (M. Horváthtal). In: Der Chirurg, 1966
- Tapasztalataink a vastagbéllel történő intrathoracalis nyelőcsőpótlással. In: Magyar Sebészet, 1969
- Über die Narbenkarzinome des Osophagus. (M. Gergellyel) In: Thoraxchirurgie, 1971
- Arguments against long-term conservative treatment of oesophageal strictures due to corrosive burns. (M. Kopp-pal). In: Thorax, 1972
- Einschichtige, monofile Drahtnaht bei Speiseröhren-Anastomosen (Társszerzőkkel). In: Zentralblatt für Chirurgie, 1972
- Plastic tube prosthesis for the surgical treatment of perforations in esophageal strictures. In: The Annals of Thoraric Sugery, 1973
- Ersatz der Speiserohre mit Darm. In: Zentralblatt für Chirurgie, 1974
- Behandlung der Komplikationen des Refluxsyndroms und des sekundären Brachyosophagus. In: Zentralblatt für Chirurgie, 1979

### Kötetekben
- Módszerek és lehetőségek a nyelőcsőműtétek biztonságának és hatásfokának javítására (Szeged, 1975)
- Műtétek a nyelőcsövön. In: Sebészeti műtéttan (szerk. Littman 1.) Budapest; 1977, Medicina. 161-206. p.
- Indokolt-e a pesszimizmus a malignus nyelőcső- és gyomordaganatok kezelésében. (Társszerzőkkel). In: Az orvostudomány aktuális problémái, 41. Budapest; 1981, Medicina. 81-111. p.

## Tudományos tisztség
- Csongrád megye sebész szakfőorvosa

## Társasági tagság
- a Magyar Sebész Társaság vezetőségi tagja
- a Délmagyarországi Sebész Szakcsoport vezetőségi tagja
- Magyar Orvostudományi Társaságok és Egyesületek Szövetségének (MOTESZ) tagja

## Díjak, elismerések
- Markusovszky-díj (1971)

## Emlékezete
Tiszteletére 1995. szeptember 30-án avattak domborműves emléktáblát Szegeden a Pécsi u. 4. sz. alatti Sebészeti klinika lépcsőházában. (A dombormű Tóth Sándor alkotása.)
2005. október 22-én, Imre József sebészprofesszor halálának 25. évfordulója (1980-2005) alkalmából tudományos ülést tartottak a Szegedi Tudományegyetem Sebészeti Klinikájának munkatársai a Szegedi Akadémiai Bizottság (SZAB) Székházában.